# Gamonal (montaña)
Gamonal es un monte del Macizo de Peñarrubia (Sierra del Escudo), en el municipio homónimo (España). Hay en lo más alto del monte, sobre roca nativa, un vértice geodésico, cuya altitud es de 1227,60 m s. n. m. en la base del pilar. Tiene una prominencia de 567 metros y una relevancia del 51,69%.
Para acceder a este punto ha de partirse del Colláu Joz, que se alcanza desde la carretera entre La Hermida y Puentenansa. Hay que andar en dirección norte durante unos 700 metros y después de sigue hacia el noroeste durante dos kilómetros y medio. No hay senda marcada y la pendiente es fuerte. Se puede tardar unas dos horas.